# Bürgle (Aspach)
Das unauffindbare Bürgle in Aspach lag südwestlich von Großaspach, einem Ortsteil der Gemeinde Aspach im Rems-Murr-Kreis in Baden-Württemberg. Über das Aussehen der Anlage, von der nur noch einige Flurnamen zeugen, ist so gut wie nichts mehr bekannt.

## Lage
Die Flurnamen finden sich auf einem Höhenzug zwischen dem Klöpferbach und dem Wüstenbach, etwa auf halbem Weg zwischen Großaspach und Zwingelhausen auf Höhe eines Steinbruchs. Sie lauten Obere, Hintere und Vordere Bürgle. Nördlich liegt das Gewann Burgweg.

## Geschichte
Über die Geschichte des Bürgle ist heute nichts mehr bekannt. Vermutlich befand sich hier die kleine Burg eines Ortsadligen. 1269 wird ein Ritter Heinrich von Aspach (Henricus miles de Aspach) als Zeuge in einer Urkunde des Klosters Lorch erwähnt. Möglicherweise waren die Herren von Aspach Dienstmannen der Grafen von Löwenstein, die einst im Besitz von Großaspach waren. Da das Geschlecht derer von Aspach nach 1269 nicht mehr erwähnt wird, muss man vermuten, dass es schon im 13. Jahrhundert erloschen ist. Das Bürgle dürfte somit früh an Bedeutung verloren haben und verfallen sein.